# 災害食
災害食（さいがいしょく）とは、被災地で生活、活動するすべての人々に必要な食料のこと。奥田和子らによって提唱された概念
で、日本災害食学会にて定義の成文化が行われた。非常食と似ているがより範囲の広い食料品を対象としたものである。

## 概要
従来の非常食は、長期保存性と災害直後の栄養摂取に重点を置いているため、多彩な需要に応えきれない場合があった。これに対して「普段の様に食べることができない時の食のあり方」という意味で考案されたのが「災害食」という概念である。

### 日本災害食学会による定義
- 避難所や自宅で被災生活をする高齢者や乳幼児、障害者や疾病患者など、日常の社会においても特定の食事を必要とする人々、さらに救援活動に従事する人々など、被災地で生活、活動するすべての人々に必要な食事[3]
- 室温で保存できる食品及び飲料[3]
- 加工食品（飲料を含む）及び災害時に限定された熱源、水により可能となる調理の工夫も災害食に含まれる。[3]

## 経緯
2005年に新潟大学で開催されたシンポジウムにて初めて「災害食」という造語が公に披露された。
その後識者による検討が進み、新しい加工食品や新しい備蓄の形が考案され、2013年に災害食に関する研究と社会への発信を目的として日本災害食学会が設立された。

## 日本災害食認証制度
日本災害食学会は、「様々な自然災害によってもたらされる被災生活を支え、健康二次災害の発生防止に役立てることを目的とし、災害食に必要な条件を整理し、消費者の商品選択に資するともに、備蓄推進に役立てるために災害食の規格化を検討」を目的に、2015年から「日本災害食」という認証基準を設けて認証活動を行っている。